# دانيال أليكساندرو ديفيد
دانيال أليكساندرو ديفيد (بالرومانية: Daniel Alexandru David)‏ (3 أكتوبر 1983 برومانيا - ) هو لاعب كرة قدم روماني في مركز الوسط. لعب مع نادي أوتسيلول غالاتسي ونادي فاسلوي وGostaresh Foolad Sahand F.C. ‏ وFCM Bacău ‏.